# Čika
Čika (Zadar, prva polovica 11. stoljeća – Zadar, poslije 1095.) (Chicca), utemeljiteljica samostana sv. Marije u Zadru. U historiografiji se često moglo vidjeti mišljenje da je Čika po majci sestra hrvatskog Petra Krešimira IV. jer joj se kralj u ispravi kojom je uzeo pod zaštitu netom osnovan samostan sv. Marije obraća kao svojoj sestri (soror mea).
Genealogija same opatice Čike vrlo je jasna. Čika je u osnivačkoj ispravi samostana sv. Marije iz 1066. navela da je ona kćer Dujma i Vekenege, unuka priora Madija, te žena Andrije, papinog sina. Također navodi da ima kćeri Domnanu i Vekenegu. S obzirom na to da se te dvije kćeri navode kao preostale (remanenes), možemo pretpostavitit da je Čika imala još djece no ona u tom trenutku više nisu bila živa.
Pripadnica zadarske plemićke obitelji Madijevaca, nakon pogibije muža oko 1066. godine uz pomoć obitelji utemeljuje samostan benediktinki sv. Marije. Dugo je godina bila i predstojnica istog samostana. Uz njezino se ime (pogrešno) veže i relikvija Čikin križić izložena u zadarskoj SICU Zlato i srebro grada Zadra.
Čikina kći Vekenega, nakon tragične pogibije svoga muža oko 1072. godine, također se zaredila u samostanu te je kao i majka bila njegova poglavarica i prva Čikina nasljednica.